# Нахта
Нахта — река в России, протекает по Рыбинскому району Ярославской области. Исток реки находится в сети мелиоративных канав к северо-востоку от деревни Большие Мхи. Река течёт на северо-запад по лесной ненаселённой местности, через урочище Ладыгино, около 9 км. Первый населённый пункт на реке по правому берегу — деревня Косково. Река меняет направление на западное, в деревне Огарково, центре сельского поселения, она пересекает дорогу Р104 на участке Рыбинск-Пошехонье. Далее около 4 км она течёт по лесной местности и впадает в Рыбинское водохранилище (Шекснинская горловина), примерно в 2 км южнее (ниже) реки Демидовская и в 5 км севернее реки Вонготня. Длина реки составляет 17 км.

## Данные водного реестра
По данным государственного водного реестра России относится к Верхневолжскому бассейновому округу, водохозяйственный участок реки — Рыбинское водохранилище до Рыбинского гидроузла и впадающие в него реки, без рек Молога, Суда и Шексна от истока до Шекснинского гидроузла, речной подбассейн реки — Реки бассейна Рыбинского водохранилища. Речной бассейн реки — (Верхняя) Волга до Куйбышевского водохранилища (без бассейна Оки).
Код объекта в государственном водном реестре — 08010200412110000010294.